# Sociologia da família
A Sociologia da família é um subramo da ciência sociológica, na qual pesquisadores e acadêmicos procuram avaliar a estrutura familiar como uma instituição social e uma unidade de socialização a partir de várias perspectivas sociológicas. Geralmente é incluído na educação geral do currículo superior, uma vez que geralmente é um exemplo ilustrativo de relações sociais padronizadas e dinâmicas de grupo.

## Campo de estudos
A sociologia da família é um ramo da sociologia que se dedica ao estudo das estruturas, dinâmicas e relações presentes nas unidades familiares e suas interações com a sociedade em geral. Ela busca analisar como as famílias são formadas, organizadas e transformadas ao longo do tempo, considerando fatores sociais, econômicos, culturais e históricos que influenciam suas configurações e funções. Através da sociologia da família, os pesquisadores examinam questões como os papéis de gênero dentro da família, as diferentes formas de arranjos familiares (como famílias monoparentais, recompostas e extensas), os impactos das mudanças sociais nas relações familiares, bem como as influências da cultura e das normas sociais na construção do conceito de família. 
Além disso, a sociologia da família investiga como as famílias desempenham papéis na transmissão de valores, na socialização de crianças e na reprodução das estruturas sociais. Ao analisar esses aspectos, os sociólogos podem contribuir para uma compreensão mais profunda das dinâmicas familiares e das maneiras pelas quais elas moldam e são moldadas pela sociedade em que estão inseridas. 

## Principais áreas de análise[4]
| Pilares             | Áreas de foco | Exemplos |
| ------------------- | --- | --- |
| Demografia          | Tamanho da família , idade, etnia , diversidade, gênero                                                               | - A idade média de casamento está envelhecendo. - Tradicional: homem como provedor do lar e mulher como dona de casa - Aumento das taxas de divórcio                                        |
| Domínio / Esfera    | Quais aspectos da vida familiar são considerados importantes pela família, governo ou grupo                           | - Visões sobre casamento e sexualidade - Políticas estatais que dizem respeito à estrutura e benefícios familiares                                                                          |
| Mudança e interação | Interações dos membros da família uns com os outros, outras organizações, impacto das medidas políticas               | - Aumento dos papéis fluidos de gênero dentro da família. - geração baby boomer - Influência de viver em um lar multigeracional. - Relacionamentos à distância – trabalhadores estrangeiros |
| Ideologia           | Crenças baseadas na família e efeitos psicológicos                                                                    | - Como as escolhas dos pais afetam seus filhos. - Efeitos de casais e casamentos do mesmo sexo sobre as crianças. - Infertilidade masculina ou feminina                                     |
| Classe social       | Indicadores econômicos e capitais, mobilidade, profissões, renda familiar , maior escolaridade dos membros da família | - Mobilidade de famílias imigrantes nos Estados Unidos - Baixas taxas de natalidade entre mulheres altamente educadas no Japão                                                              |

## Metodologia

### Quantitativo
Uma das fontes mais conhecidas para reunir dados históricos e contemporâneos sobre as famílias é a pesquisa são os censos nacionais. Nos Estados Unidos, o censo nacional ocorre em todos os lares a cada 10 anos. Existem pesquisas menores feitas entre elas, chamadas de American Community Survey (Questionário Comunitário Americano). Ambos são mantidos pelo maior Agência de Recenseamento dos EUA (US Census Bureau) e suas subsidiárias relacionadas em cada estado. A Agência de Recenseamento coleta dados sobre famílias americanas para a nação, estados e comunidades. Seus dados fornecem estatísticas sobre tendências na composição familiar e familiar e mostram o número de crianças, jovens adultos e casais que vivem nos Estados Unidos. Sua onda em Famílias e arranjos de vida é organizada em grupos: creches, crianças,pensão alimentícia, famílias e domicílios, fertilidade, avós e netos, casamento e divórcio e casais do mesmo sexo.

### Qualitativo
Outro método é a pesquisa de observação etnográfica ou participativa de famílias, que geralmente reduz o tamanho da amostra para ter uma análise mais íntima da estrutura conjugal ou outra família. Em geral, uma abordagem qualitativa de pesquisa é uma excelente maneira de investigar a dinâmica de grupo e as relações familiares. Especificamente, a pesquisa qualitativa sobre o tema das famílias é particularmente útil ao olhar para: 1) significados mais profundos sobre interações e relacionamentos familiares 2) aprender mais sobre as visões internas sobre processos relacionais e observar interações 3) olhar para a família dentro de um contexto maior e 4) dar voz aos familiares marginalizados (por exemplo, caso de abuso). Muitas vezes, dados qualitativosé capaz de fornecer dados amplos que são ricos e significativos, especialmente para famílias estruturalmente diversas. 

## Sociologia das relações inter-raciais
A construção da raça na sociedade ocidental e, até certo ponto, globalmente, levou a uma visão distinta da intimidade inter-racial. Embora as relações e casamentos inter-raciais tenham se tornado muito mais populares e socialmente aceitáveis nos Estados Unidos e na Europa Ocidental desde a era dos Direitos Civis, essas uniões continuam a ser vistas com menos do que total aceitação por parcelas significativas da população. Mais historicamente, American Families (Famílias Americanas) de Stephanie Coontz trata das dificuldades pelas quais esses casais passaram antes do caso judicial Loving v. Virginia, quando as proibições de casamento inter-racial foram declaradas inconstitucionais. Essas proibições funcionaram para impor a regra de uma gota e reforçar a identidadee privilégio. Internacionalmente, a extrema-direita continua a promover ideias de pureza racial trabalhando contra a normalização de casais e famílias inter-raciais. 

## Vida familiar pré-moderna e discurso religioso
Historicamente, os discursos religiosos têm desempenhado um papel significativo na constituição dos membros da família e na construção de formas particulares de comportamento nas famílias, e a religião tem sido particularmente importante nos discursos sobre a sexualidade feminina. Um exemplo do papel da religião a esse respeito foi a "mania da feitiçaria" na Europa medieval. 
De acordo com Turner,  este era um dispositivo para regular o comportamento das mulheres, e o ataque às mulheres como bruxas era principalmente "uma crítica de sua sexualidade". "As mulheres eram intimamente associadas à bruxaria, porque se argumentava que elas eram particularmente suscetíveis aos avanços sexuais do diabo. As mulheres eram vistas como irracionais, emocionais e sem autocontrole; elas eram especialmente vulneráveis à tentação satânica". 
Turner argumenta que as tentativas de regular a sexualidade feminina por meio do discurso religioso devem, no caso da Europa Ocidental, ser compreendidas no contexto de preocupações sobre o gerenciamento da propriedade privada e a garantia de sua continuidade. Assim, para a aristocracia proprietária de terras, o objetivo do casamento era produzir um herdeiro masculino para a propriedade da família. Como a mortalidade infantil era comum, as mulheres tinham que ficar mais ou menos continuamente grávidas durante o casamento para garantir um herdeiro homem vivo. Além disso, esse herdeiro tinha que ser legítimo, para evitar disputas sobre herança. Essa legitimidade só poderia ser assegurada pelos chefes de família casando-se com virgens e garantindo a castidade de suas esposas durante o casamento. Da mesma forma, as filhas tinham que ser sexualmente puras para serem elegíveis para o casamento com outras famílias detentoras de propriedades. 
Na Europa pré-moderna, esses interesses se refletiam no caráter dos casamentos. Eram contratos privados, arranjados, que poderiam ser facilmente dissolvidos caso a produção da criança fosse comprometida pela infertilidade ou infidelidade da mulher. Com a entrada da Igreja nos arranjos matrimoniais, surgiram diferentes definições de casamento. Eram exigidos casamentos vitalícios, mas com a preocupação de regular a sexualidade, em particular a sexualidade das mulheres. 